# 480P/PANSTARRS
480P/PANSTARRS (P/2014 A3 (PANSTARRS)) — одна з короткоперіодичних комет сім'ї Юпітера. Ця комета була відкрита 9 січня 2014 року; комета мала 21.1m на час відкриття. Відкрита на телескопі Pan-STARRS 1, що знаходиться біля вершини Халеакала на гавайському острові Мауї. У цей час комета й мала свою максимальну спостережувану зоряну величину. 